# Мур, Чарльз Александр
Чарлз Александр Мур (англ. Charles A. Moore) (1901—1967) — американский философ
, профессор сравнительной философии в Гавайском университете. Родился в Чикаго, Иллинойс. Окончил Йельский университет. В 1936 году началась его тридцатилетняя преподавательская карьера в Гавайском университете. В 1939 году по инициативе была проведена первая конференция философов «Восток-Запад». В 1951 году Чарлз А. Мур основал журнал «Философия Востока и Запада» («Philosophy East and West»). Редактором этого журнала он был до свой смерти в 1967 году. Во многом благодаря его деятельности, Гавайский университет стал самым крупным в мире центром по сравнительной философии.

## Сочинения
- Charles Alexander Moore (1967). The Chinese Mind. Honolulu, East-West Center Press.
- Charles Alexander Moore (1967). The Japanese Mind. Honolulu, East-West Center Press.
- Charles A. Moore (1961). Philosophy as Distinct From Religion in India. // Philosophy East and West 11 (1/2):3-25.
- Charles A. Moore (1959). Introduction. // Philosophy East and West 9 (1/2):3-5.
- Charles A. Moore (1959). Retrospect and Prospects: Achievements and «Unfinished Business». // Philosophy East and West 9 (1/2):88-89.
- Charles A. Moore (1955). Cohen on the Rôle of Philosophy in Culture. // Philosophy East and West 5 (2):113-124.
- Charles A. Moore (1952). Keys to Comparative Philosophy. // Philosophy East and West 2 (1):76-78.
- Charles A. Moore (1951). Some Problems of Comparative Philosophy. // Philosophy East and West 1 (1):67-70.
- Moore Charles Alexander. Essays in East-West philosophy. An attempt at world philosophical synthesis. Honolulu: University of Hawaii Press, 1951. «The report of the Second East-West Philosophers' Conference, held at the University of Hawaii from June 20 to July 28, 1949»